# Louis Feldman

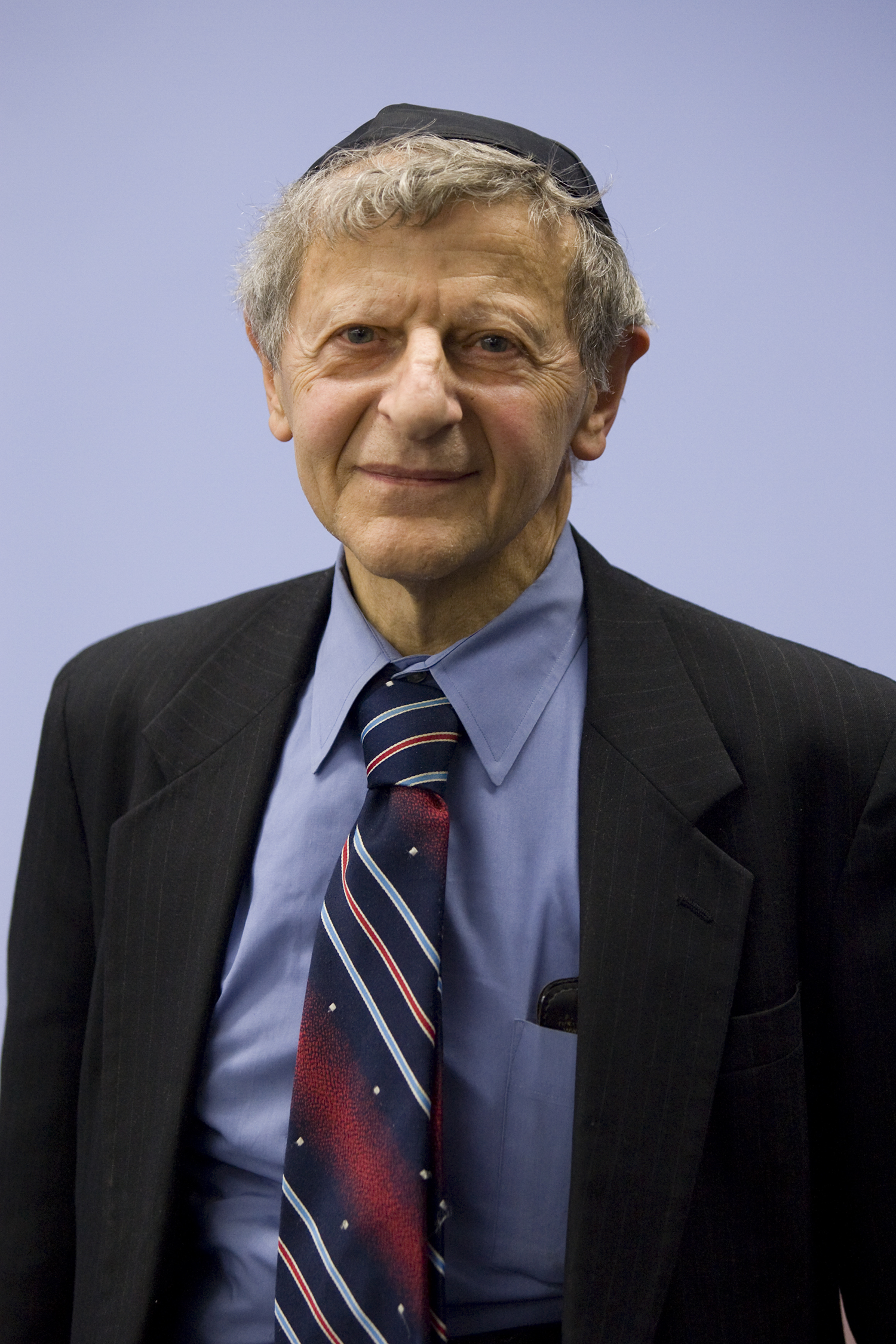

Louis Harry Feldman (Hartford Connecticut, 29 de novembro de 1926 – Los Angeles, Califórnia, 25 de março de 2017) foi um professor norte-americano de cultura clássica na Universidade Yeshiva, instituição na qual lecionava desde 1956. Era investigador da civilização helenística, em particular da obra de Flávio Josefo, cuja investigação é amplamente respeitada entre académicos.